# Trave (landbrug)
 For alternative betydninger, se Trave. (Se også artikler, som begynder med Trave)
Trave er en række af kornneg eller tagrør, der er opstillet i rækker to og to for at tørre inden de køres ind fra marken. Betegnelsen har også tidligere været brugt som  regneenhed for neg, hvor der var fra 20 til 60 enkelte steder helt op til 120 neg i en trave, varierende i de forskellige landsdele.

## Etymologi
Ttrave stammer fra gammeldansk 'thrawæ', og kommer af germansk *þrab- 'stillads', med betydningen 'stativ til tørring af korn'.